# Киргизстан (партия)
„Киргизстан“ (на киргизки: Кыргызстан) е политическа партия в Киргизстан.
Основана е през 2010 година от бизнесмена Шаршенбек Абдъкеримов, а от 2015 година се оглавява от бившия областен управител Канатбек Исаев. На изборите през 2015 година получава 13% от гласовете и 18 от 120 места в парламента.